# バーチャファイター2
『バーチャファイター2』（Virtua Fighter 2）は、セガ・AM2研（現：セガ第二研究開発本部）が開発し、セガ・エンタープライゼス（現：セガ）から発売された3D対戦型格闘ゲーム。1994年、当時の最新3DCGアーケード基板である「MODEL2」を使用しリリースされた。バーチャファイターシリーズの第2作である。
関連作である『バーチャファイターキッズ』についても後述する。

## 概要
アーケード版は1994年11月に稼働開始。
セガの3DCGアーケード基板「MODEL2」で製作された第2弾タイトルとしてリリースされる。基板の制約上、前作『バーチャファイター』と同様フラットシェーディングであったが、モノクロ16階調のテクスチャーマッピングを盛り込み、表現力が一気に向上した。パイやラウなどの服に刺繍などは、ポリゴンを重ね合わせることによってできた努力の賜物である。描画速度に関しても、フレームレートが前作の秒間30フレームから57.5フレーム（アーケード版の正確な数値、セガサターン版は60フレーム）に増加。より曲線的・生物的な動きが可能となった。
ゲームシステムに大きな変化は無いが、既存のキャラクターにも新たな技が多数追加され、特にアキラの崩撃雲身双虎掌（通称アキラ・スペシャル）はその高い威力と派手な動き、コマンド入力の難しさが話題となった。稼動開始からしばらくしてゲームバランスに一部問題があることが発覚したため、1995年7月（基板上の交換用EPROM8個がセガから店舗に無料配布されたが、品薄や店舗側の交換技術の問題で一斉に稼働開始できなかった）にそれを修正したバージョンアップ版『バーチャファイター2.1』をリリース。その優れたゲームバランスにより稼動開始から2 - 3年経過しても新たな戦術が生み出されるなど、アーケードの格闘ゲームとしては寿命が際立って長かった。対戦格闘ゲームとしては『ストリートファイターII』シリーズに並び立つ3D対戦格闘ゲームの代表作に位置付けられるようになり、前作とは異なる様々なメディアミックスによりブームを作り出した。
1995年9月23日、24日の2日間、横浜ジョイポリスで「バーチャファイター2 マキシマムバトル アサヒ プロテインスポーツ カップ」の全国大会が開催された。1日目はコスプレ大会やコンサートなどの前夜祭、2日目にゲーム大会という日程で行われていた。総エントリー35000人の中から38名の代表選手が選ばれた。その他、鉄人6名と台湾代表の3名を加えた合計48名が頂点を目指して戦った。会場には2日間で1000人を超えるギャラリーが集まりゲーム大会としては史上空前の規模となっていた。
その後、本作を含めたバーチャファイターシリーズが、コンピュータソフトウェアとして歴史的な足跡を残したとアメリカのスミソニアン協会から評価され、1998年4月6日「1998 コンピュータワールド・スミソニアン・アウォード」を受賞。ワシントンD.C.にあるスミソニアン総合博物館の国立アメリカ歴史博物館に各種資料が保管されている。
国内外のドラマなどに小道具として使用されることがあり、The X-Files52話（3rd SEASONの3話）でも事件の手がかりとして使われた。

## ゲームシステム
レバーと3個のボタンを使用するゲームシステムは、前作をほぼそのまま踏襲している。

## 登場キャラクター
使用可能キャラクターは前作の8人に、蟷螂拳使いのリオン・ラファールと酔拳使いの舜帝が新たに追加され、合計10人になった。

## ストーリー
「世界格闘トーナメント」。それは、世界中から集まったあらゆる格闘家が己の肉体だけで死闘を繰り広げ、世界一の格闘王を決める、究極の武闘大会であった。第1回の優勝者は、伝説の虎燕拳を使うラウ・チェンであった。その風格さえ漂う拳の前に、八極拳の使い手である結城晶は自分自身の未熟さを知る。そして大会終了後、修行の旅に再び出ることになる。1年後、修行を続ける晶の元に1通の手紙が届く。それは第2回世界格闘トーナメントの招待状であった。招待状の中には参加者リストが同封されており、前回優勝者ラウの名前と彼の知らぬ新たな挑戦者の名前があった。そして何かしら感じる、邪悪な雰囲気を感じつつも彼の格闘家としての血が、トーナメントへの参加を決意させた。新しい挑戦者、謎の組織。様々な思惑をまといつつここに、「第2回世界格闘トーナメント」が開催される。

## 移植版
日本で正式にリリースされた各機種版のリリース日は下記の通り。
- セガサターン版：1995年12月1日発売[2]
- Microsoft Windows版：1997年9月5日発売（3Dグラフィックをアップグレードした限定版『スペシャルパック』も登場した）
- PlayStation 2版：2004年10月14日発売（『SEGA AGES 2500シリーズ Vol.16』として発売）
- Wii バーチャルコンソール版（ジェネシス版）：2007年3月21日発売 - 日本未発売だった北米ジェネシス移植版からの移植。英語版。
- Microsoft Windows版（ジェネシス版）：2010年10月27日発売 - 同上。Steamでの販売。
- PlayStation 3、Xbox 360版：2012年11月28日発売。

※ この他、セガのゲームソフト『龍が如く5 夢、叶えし者』、『龍が如く 極2』、『龍が如く7 光と闇の行方』、『名を消した男』で「ゲーム内ゲーム」としてプレイすることが可能。

### アーケード版に忠実な移植版
これより先はアーケード版のグラフィックを3D映像のままできるだけ忠実に移植した、一般的な意味での「移植版」について詳述する。2Dグラフィック化したSEGA GENESIS / MEGA DRIVE（海外版メガドライブ）版については#ジェネシス版の節を参照。キャラクターをディフォルメ化した版については、#バーチャファイターキッズを参照。
セガサターン版（SS版）
当時（テレビゲームに使われていたレベル）の先端3DCG技術が用いられたアーケード版をセガサターンへ完全移植する事は難しいとの意見が大半を占めていた。実際SS版ではグラフィックの質感や細かい部分は省略され、例えば大河ステージで筏に乗って戦うキャラたちがくぐる上空の巨大な橋が割愛されている。ただし、根本的なプレイフィーリングについては概ね移植され、アーケード版をやりこんでいたプレイヤーでないと気付かないレベルに仕上がっている。
SS版は前作同様にセガサターンの普及に大いに貢献し、日本ではセガサターン初の総出荷本数100万枚突破タイトルで、セガが日本国内で発売した家庭用ゲーム機ソフトとしても初めてのミリオンタイトルとなった。なお、全世界累計出荷本数は180万本と言われている（2003年時点）。
いわゆるオンライン対戦が実装されたバージョンが1990年代から数次にわたり発売されている。しかし『2』時代の家庭用オンラインは、ナローバンドの時代であるがゆえのネット回線速度の不足や、機器の描画性能など技術的な制約・課題も多く、プレイヤーにアーケードに近い操作感覚を与えることは難しかったため、普及するには至らなかった。バーチャファイターシリーズの家庭版で本格的なネット対戦が普通にプレイできるようになったのは、ゲーム機のスペック向上に加え、ブロードバンド回線の普及も進み、これらの問題が実用レベルで改善された2009年にリリースされたXbox 360版『バーチャファイター5 ライブアリーナ（Live Arena）』からとなる。
PlayStation 3（単体発売版）、Xbox 360版
両機種ともに、ネットを用いたダウンロード専売ソフトとしてリリース。
グラフィックなどの基本的な要素については、この世代機で概ねアーケード版と遜色のないレベルの移植が成された。
オンライン対戦要素については、先述した『5（Live Arena）』のノウハウがフィードバックされた。これにより発売20年を経てはじめてアーケードに近い感覚のネット対戦が実現された。愛好者のネット対戦数もそれなりに多く、ネット掲示板で情報を交換し、ユーザーレベルでのイベントが企画されたりした。
2024年12月6日午後11時59分（太平洋標準時、日本時間：2024年12月7日午後4時59分）をもってXbox 360版のダウンロード販売終了を予定している。

### ジェネシス版
先述した通り、SSの前世代機であるジェネシスが大きなシェアを占めていた頃、1996年にユーロ圏、1997年3月4日にアメリカを中心とした北米圏で、『バーチャファイター2』のタイトルを冠したGENESIS/MEGA DRIVE版がリリースされている。しかしハードスペック的にアーケード版そのまま移植というわけにはいかず、オリジナルや上記の移植版とは大きく異なる内容の対戦格闘ゲームとしてアレンジされている。
前作『1』はジェネシスのアップグレードブースター・スーパー32Xを使った移植版がリリースされているが、この頃にはスーパー32Xが商業的に完全失敗し対応ソフトをリリースすることは難しかったため、ジェネシス単体用となっている。
最大の変更点として、グラフィック全般が2Dドットピクセルで描画されている。このため、アーケード版のプレイフィーリングとは異なる。なお、Wii版バーチャルコンソールの情報ページでは「操作感覚はできる限り忠実に再現しています」としている。
登場キャラクターもリオンと舜帝が登場しない。そのためキャラクターだけ見れば1作目に近い。
2019年9月19日には、セガゲームスが世界同時発売する復刻系ゲーム機・メガドライブ ミニにプリインストールされる42作品の一つとして、北米・欧州版のみに収録された。
日本のメガドライブでは未発売だったが、2007年3月20日からWii版バーチャルコンソール（VC）用ソフトとして、2010年10月27日にはMicrosoft Windows対応のゲームプラットフォーム・Steam用ソフトとして、それぞれ配信。いずれも英語版。なおWii版のVCは2019年1月31日をもってVC自体がサービスを終了している。
2022年12月16日にはNintendo Switchの有料オンラインサービスである「Nintendo Switch Online + 追加パック」の『セガ メガドライブ for Nintendo Switch Online』にて配信された。

## バーチャファイターキッズ
1996年4月には、シリーズの市場拡大を目指し、子供向けにキャラクターをデフォルメした『バーチャファイターキッズ』（Virtua Fighter Kids）が「ST-V」にてリリースされた。3か月後の7月26日にはセガサターン版もリリースされた。
セガサターン版『バーチャファイター2』をベースとしているが、キャラクターのモデリングが二頭身で手足の短いデフォルメされた体型に変更されており、日本版ではゲーム中の名前表記もカタカナになっている。加えてゲームスピードが少し上昇しており、『VF2』とはゲーム性がかなり異なる。また子供や格闘ゲーム未経験者でも楽しめるように、ガードがオートガードになり攻撃ボタンを連打するだけで様々なコマンド技が自動で出る「キッズモード」が搭載されている。
本作ではタイアップ広告を取り入れ、大塚ベバレジの清涼飲料がゲーム内広告として登場している。舜帝がゲーム中に飲む酒が「ジャワティーストレート」に変更されており、ジャッキーも同商品を飲む勝利ポーズが追加されている。また、ファンシーなデザインのオリジナルステージが追加されており、その床自体が巨大な「エネルゲン」の商品ロゴになっている。
セガサターン版の独自の要素として「コンボつく〜る」がある。これは、複雑なレバー・ボタン操作をあらかじめプログラムしてボタンに割り当てることで、コマンド入力の難しい技や、ダッシュなどの移動を含めた複雑な連続技（コンボ）をボタン一発で出すことができるものである。
また、『ジャワティー オリジナル バーチャファイターキッズ』としてジャワティーの景品による非売品の体験版もリリースされ、こちらはステージ3までプレー可能で「コンボつく〜る」は選べない。
後に『ファイターズメガミックス』にて、本作をベースにした「キッズアキラ」と「キッズサラ」が参戦している。
- バーチャファイターキッズのテロップ
  - 「SET ◯」→「○本目」
  - 「READY」→「よ〜い」